# キープ (通貨)
キープあるいはキップ (Kip) は、ラオスの通貨単位。ISOによる略称はLAK。2023年8月16日現在、1USドル=1万7,296キープ。補助通貨単位はアット (Att) で、1キープ=100アット。
1979年に行われたデノミネーションによって100旧キープが1新キープとなった。
現在流通している貨幣単位は、100,000、50,000、20,000、10,000、5,000、2,000、1,000、500、100、50、20、10、5、1キープである。ただし100キープ以下は既に古銭扱いで、500キープも流通は稀である。そのため500キープの釣銭が発生した場合で500キープの現金がない場合は、1000キープ単位に切り上げ・切り捨てられるか、駄菓子類などの現物が釣銭代わりとなる。硬貨は以前は10・20・50アットが存在したが、現在発行・流通していない。
国内経済がタイとの交易に依存していることからタイ・バーツ、更に国境を接する中国の人民元やUSドルが国内で日常的に流通していたが、ラオス政府の自国通貨使用運動により、少なくとも価格表示はほぼキープ表記になっており、外貨は使えてもレート面で不利なことも多くなっている。

## 紙幣
紙幣は5 kip、10 kip、20 kip、50 kip、100 kip、500 kip、1000 kip、2000 kip、5000 kip、10000 kip、20000 kip、50000 kip、100000 kip。現在ではほぼ1000 kip紙幣以上だけが使用されているが、稀に500キープも見かける。
なお、1988年までに発行された500 kip紙幣までは表に旧国章が描かれ、2003年以降に発行された1000 kip紙幣以降は1991年に制定された現国章が描かれている。
| 図柄 | 図柄 | 額面      | 図柄説明 | 図柄説明                                         | 発行年 |
| 表面 | 裏面 | 額面      | 表面 | 裏面                                             | 発行年 |
| ---- | ---- | --------- | --- | ------------------------------------------------ | ------ |
|      |      | ₭ 1       | 国旗を先頭にした軍隊の行進。先頭は兵士・農民・工場労働者・技術者の代表                                                         | 学校での授業                                     | 1979   |
|      |      | ₭ 5       | 商店での商品販売 | 象による木材運搬                                 | 1979   |
|      |      | ₭ 10      | 製材工場 | 左・病院医療、右・近代医学による手術             | 1979   |
|      |      | ₭ 20      | ラオス人民解放軍の戦車 (T-55) と兵士、メコン川の軍船                                                                           | 近代織機を備えた工場                             | 1979   |
|      |      | ₭ 50      | 水牛を使った代掻きと田植え、後方にヴィエンチャンのタート・ルアン                                                               | ナムグムダム                                     | 1979   |
|      |      | ₭ 100     | 稲刈り、後方にタート・ルアン                                                                                                   | メコン川の友好橋と石油精製施設を守る兵士         | 1979   |
|      |      | ₭ 500     | 近代灌漑施設と高圧送電線 | 果実の収穫                                       | 1988   |
|      |      | ₭ 1,000   | ラオ民族衣装の低地ラーオ族（ラーオルム）・丘陵地ラーオ族（ラーオトゥン）高地ラーオ族（ラーオスーン）の女性たちとタート・ルアン | 牛と水牛の放牧、後方に高圧送電線                 | 2003   |
|      |      | ₭ 2,000   | カイソーン・ポムウィハーン ラオス人民革命党初代書記長とルアンパバーンのワット・シエントーン                                    | Xeset水力発電所                                  | 2011   |
|      |      | ₭ 5,000   | カイソーン・ポムウィハーンとタート・ルアン                                                                                     | ヴァンヴィエンのセメント工場                     | 2003   |
|      |      | ₭ 10,000  | カイソーン・ポムウィハーンとタート・ルアン                                                                                     | パクセー付近のメコン川にかかるパクセー橋         | 2003   |
|      |      | ₭ 20,000  | カイソーン・ポムウィハーンとワット・シエントーン                                                                               | トゥン・ヒンブン水力発電所                       | 2003   |
|      |      | ₭ 50,000  | カイソーン・ポムウィハーンとタート・ルアン                                                                                     | ヴィエンチャンの国家主席府                       | 2004   |
|      |      | ₭ 100,000 | カイソーン・ポムウィハーンとタート・ルアン                                                                                     | ヴィエンチャンのカイソーン・ポムウィハーン博物館 | 2011   |

## 歴史

### 第二次大戦中から戦後
- 1945年、仏領インドシナ連邦下のラオスは3月、日本軍の仏印処理によりラオス王国として独立したが、日本が戦敗したことにより王国のラオス全土統一が機能せず、10月にはラーオ・イサラ（自由ラオス）勢力が新政権の樹立を宣言。この政権が10、20、50アット、1キープ紙幣を発行[2]。
- 1946年、フランス軍がラオスを再制圧、ラーオ・イサラ勢力がタイに亡命。ラオスはフランス連合下での独立国となる（正式には1949年より「ラオス王国」）。この時期、引き続きフランス領インドシナ・ピアストルが流通。発行はインドシナ銀行（Banque de L'Indochine）。1930年から1仏領インドシナ・ピアストル＝10フランス・フランの固定レートだったが、1945年12月から1仏領インドシナ・ピアストル＝17フランス・フランの為替レートに変更された。
- 1952年、「カンボジア・ラオス・ベトナム国立発券局（Institut d'Émission des États du Cambodge, du Laos et du Vietnam）」が仏領インドシナ・ピアストルとキープの両通貨（ピアストルとキープは等価）で紙幣を発行した。この時1、5、10、100ピアストル／キープ紙幣が発行された。また初めてキープ硬貨が発行され、すでに硬貨の表記はキープのみであった。1953年に1仏領インドシナ・ピアストル（＝1キープ）＝10フランス・フランの為替レートでのペッグに戻された。
- 1957年、仏領インドシナ・ピアストルとの両通貨併記の紙幣を廃止し、新キープ（通称「王国キープ」または「ヴィエンチャン・キープ (Kip Vientiane)」）が導入された。ラオス王国国立銀行 (Banque Nationale du Laos, Kingdom of Laos) 発行。シーサワーンウォン王の肖像画のある1、5、10、20、50、100キープ紙幣及び、仏暦2500年記念500キープ紙幣が発行された[2]。1962年に2代目国王のサワーンワッタナー王の肖像画の紙幣が発行された。200キープ、1,000キープも追加された。内戦等を経て、1974年の新シリーズでは500キープ、1,000キープ、5,000キープ紙幣も発行された。

### 社会主義革命後
- 1975年12月の社会主義革命後「ラオス人民民主共和国」が成立、1976年6月13日に新キープ（通称「パテート・ラオ (Phathet Lao)」キープ、または「解放キープ (liberation kip)」）が1パテートラオ・キープ＝20王国キープの交換レートで導入された。
- 1979年12月16日にデノミ、通貨改革が実施され、新キープ（通称「ラオス人民民主主義共和国 (Lao PDR) キープ」または「国立銀行キープ (National Bank kip)」）が導入された。1新キープ＝100旧（解放）キープとされた。

## 記号の符号位置
| 記号 | Unicode | JIS X 0213 | 文字参照         | 名称       |
| ---- | ------- | ---------- | ---------------- | ---------- |
| ₭    | U+20AD  | -          | &#x20AD; &#8365; | キープ記号 |